# Ahmad Abugaush
Ahmad Abugaush –en árabe, أحمد أبو غوش– (Amán, 1 de febrero de 1996) es un deportista jordano que compite en taekwondo.
Participó en los Juegos Olímpicos de Río de Janeiro 2016, obteniendo una medalla de oro en la categoría de –68 kg. En los Juegos Asiáticos de 2018 consiguió una medalla de bronce.
Ganó dos medallas en el Campeonato Mundial de Taekwondo en los años 2017 y 2019.

## Palmarés internacional
| Juegos Olímpicos   | Juegos Olímpicos         | Juegos Olímpicos  | Juegos Olímpicos |
| Año                | Lugar                    | Medalla           | Categoría        |
| ------------------ | ------------------------ | ----------------- | ---------------- |
| 2016               | Río de Janeiro (Brasil)  | Medalla de oro    | –68 kg           |
| Campeonato Mundial |                          |                   |                  |
| Año                | Lugar                    | Medalla           | Categoría        |
| 2017               | Muju (Corea del Sur)     | Medalla de bronce | –68 kg           |
| 2019               | Mánchester (Reino Unido) | Medalla de plata  | –74 kg           |
| Juegos Asiáticos   |                          |                   |                  |
| Año                | Lugar                    | Medalla           | Categoría        |
| 2018               | Yakarta (Indonesia)      | Medalla de bronce | –68 kg           |